# 洛夫雷·米洛什
洛夫雷·米洛什（1994年4月5日—），克罗地亚男子水球运动员。他曾代表克罗地亚国家队参加2020年夏季奥林匹克运动会水球比赛，结果队伍获得第5名。